# Terra de Jameson
Terra de Jameson é uma península no leste da Gronelândia, limitada a sul pelo Scoresby Sund (o maior fiorde do mundo), a noroeste pelo resto da Gronelândia, a norte pela Terra de Scoresby, e a leste pelo fiorde Carlsberg, Terra de Liverpool e enseada Hurry.

## Geologia

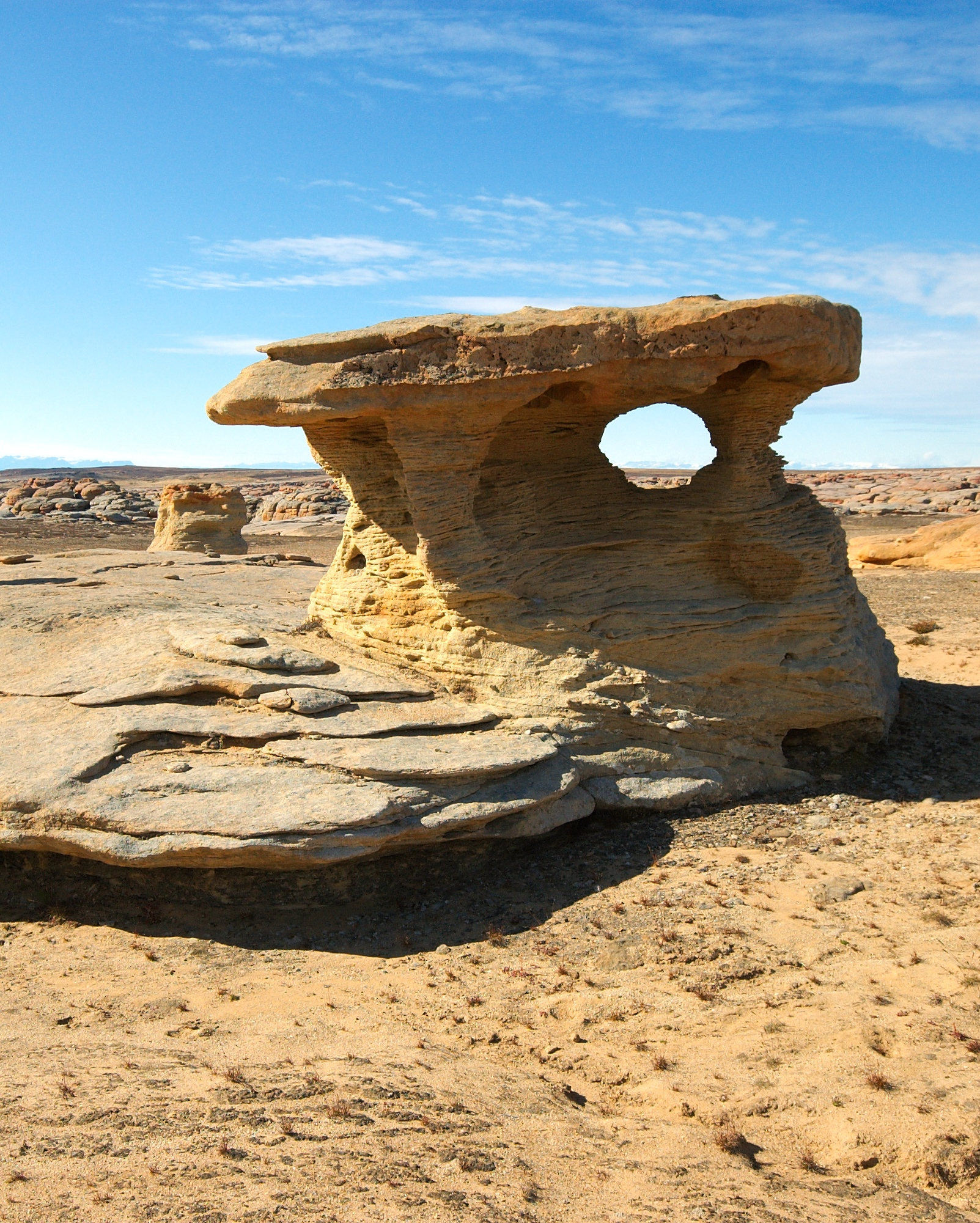
Efeitos da erosão eólica no arenito da Terra de Jameson.

A Terra de Jameson Land é uma peneplanície de arenito do Jurássico, mais elevada na parte oriental. No extremo norte há rocha com origem no Triássico.